# یوبنیمکس
یوبنیمکس (به انگلیسی: Ubenimex) یک ترکیب شیمیایی با شناسه پاب‌کم ۷۲۱۷۲ است.